# Bar mitzva

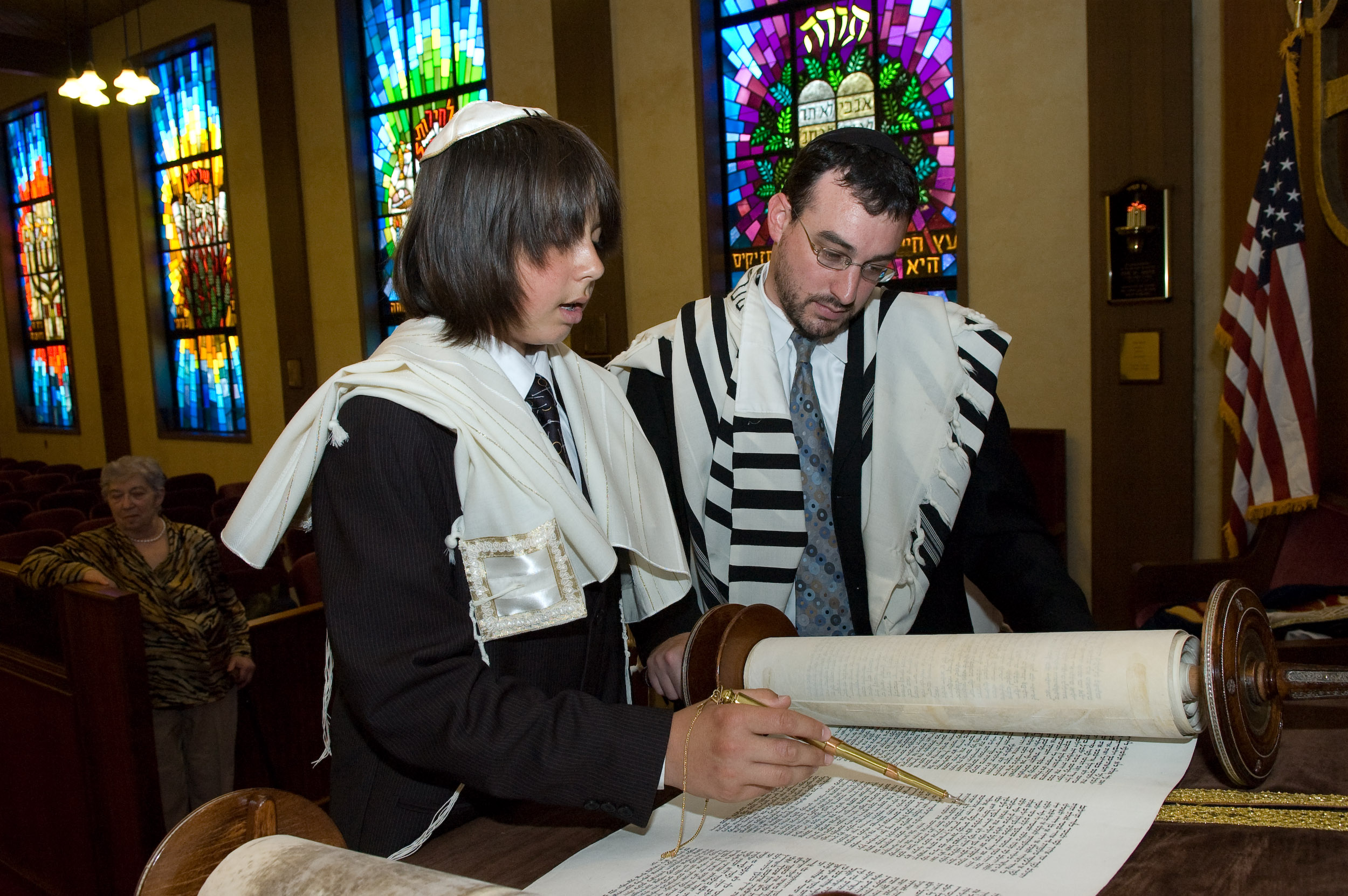
En pojke läser ett avsnitt av Torahn på sin Bar mitzva.

Bar mitzva (från hebreiska, בר מצווה, "budets son") kallas det tillfälle då en judisk pojke uppnår sin religiösa myndighetsålder, vilket sker vid 13 års ålder.
Bar mitzva sker automatiskt, men det är dock brukligt att hedra tillfället genom att delta i en gudstjänst och att då kallas fram att välsigna Torahn, samt ibland att läsa ett avsnitt av Torah – allt på hebreiska. Bar mitzva föregås av ett års studier då barnet får elementär undervisning i bibelkunskap och hebreiska. Pojkarna lär sig under denna tid även att lägga tefillin. I några ashkenaziska församlingar tilläggs även användande av tallit en viss roll. 
Flickornas motsvarighet kallas för bat mitzva.